# Kamat
A kamat egyszerűen fogalmazva fizetőeszköz (helyesebben tőke) rendelkezésre bocsátásáért felszámított díj. A bankok  jellemzően  éves szint százalékában fejezik ki. Egy kölcsön vagy juttatás lehet kamatmentes vagy negatív kamatozású.
A kamat fogalma szorosan összefügg a pénz időértékével. A pénz időértéke legegyszerűbben kifejezve annyit jelent, hogy egy forint „ma” többet ér, mint ugyanez az egy forint „holnap” (a „ma” alatt itt a jelent, míg a „holnap” alatt a jövőt kell érteni), mert a mai forint befektethető és kamatozik. A kamat (helyesebben szólva inkább a hozam) a befektető jutalma azért, hogy tőkéjét lekötve elhalasztja a fogyasztását. Másként kifejezve a befektető ezt a jutalmat azért kapja, mert a mai biztos forintot felváltja egy jövőbeni kockázatos forintra.
A kamat mindig egy pénzösszeg, amit a befektetésünk névértéke után fizet meg az, akinek a tőkénket kölcsönadtuk. A névértékre vetített kamat összege %-os formában kifejezve a kamatláb. A köznapi életben, és gyakran a szakirodalomban is, a kamat kifejezést a kamatláb szinonimájaként is használják. Annak eldöntésében, hogy a kamat a kifizetett pénzösszeget, vagy annak százalékos kifejezését jelenti-e, a szövegkörnyezet értelmezése segít.
A kamatalapú bankügyletekkel kapcsolatban kritika, hogy esetükben valójában nem piaci alapú az árazás, mert például a hitelek, kölcsönök esetében a bankok – felhasználva piaci dominanciájukat – határozzák meg a kínálati kamatok értékét (offered rate), amelyben az igénybe vevőknek a keresleti oldalon nincs számottevő szerepük. Ezen a szemléletmódon változtat(ott) az ún. market-based banking modell, ahol a banki termékek piaci kereskedése történik, elsősorban az értékpapírosítási technikák alkalmazásának köszönhetően. Az elmúlt, akár több évtizedes időszakban azonban az is megfigyelhető, hogy a nem kamatjellegű bevételek ugyanolyan vagy nagyobb mértékben emelkednek, mint a kamatbevételek. A különböző jutalékok, díjak és költségek egyre hangsúlyosabbak: a fejlett bankrendszerekben a kettő aránya közel azonos.

## Nominálkamat és reál kamat
A nominál- és reál kamat különbsége legjobban egy egyszerű példán magyarázható el. Amikor 1000 Ft-ot befektetünk 10%-os kamatra egy évre, akkor arra kapunk ígéretet, hogy egy év múlva 1100 Ft-ot kapunk vissza. Arra azonban nem szól az ígéret, hogy mit fog érni ez az 1100 Ft, mivel ez az éves infláció mértékétől függ. Ha az infláció 10%-ot meghaladó mértékű, akkor veszítettünk az előbbi befektetésen, mivel a pénz vásárlóereje a megnyert 100 Ft kamatnál nagyobb mértékben csökkent. A nominális kamat tehát csak azt mutatja meg, hogy a befektetett pénzünk milyen ütemben növekszik, míg a reálkamat azt is figyelembe veszi, hogy annak mennyi lesz a vásárlóértéke.
A reál és nominál kamatok közötti általános átszámítási képlet:
Reál kamat = nominál kamat / (1+inflációs ráta)
Ugyanez az átszámítás a kamatlábak tekintetében az alábbi:
Reál kamatláb = ((1+nominális kamatláb) / (1+inflációs ráta))-1
A köznapi életben a reál kamatláb jó közelítéssel becsülhető az alábbi módon is, de a pontos átszámításhoz a fenti képletet kell használni:
Becsült reál kamatláb = Nominális kamatláb – inflációs ráta

## Néhány nevezetes kamat(láb)

### Jegybanki alapkamat
Jegybanki alapkamatnak nevezzük egy adott ország jegybankja által megállapított referencia kamatlábat. A jegybanki alapkamat mértékének megállapítása hazánkban a jegybank időszakonként ülésező monetáris tanácsának feladata.
Jegybanki kamatnak nevezzük azt a kamatot, amelyet a jegybank a kereskedelmi bankoknak fizet az MNB-nél önként elhelyezett kéthetes futamidejű kötvényeik után. A kereskedelmi bankok a jegybanki kamat ismeretében határozzák meg betéti- és hitelkamataikat. A Magyar Nemzeti Bank (ezen belül is a Monetáris Tanács) a jegybanki kamatról önállóan dönt, szintjének meghatározásával képes megvalósítani két fő célját: az árstabilitás – azaz a gazdasági növekedést leginkább elősegítő, alacsony inflációs szint – elérését, valamint a pénzügyi stabilitás fenntartását.
A jegybanki kamat nagysága a gazdaság helyzetével és jövőbeli kilátásaival függ össze. Ha a jövőbeli inflációval és a gazdaság várható egyensúlyi helyzetével kapcsolatos bizonytalanság jelentős, például magas a költségvetési hiány, vagy a bérek a gazdaság teljesítményénél gyorsabb ütemben nőnek, akkor a jegybank kénytelen magasabb kamatszintet fenntartani a gazdasági növekedést leginkább támogató inflációs szint elérése érdekében. Egyensúlyban lévő gazdaság, alacsony költségvetési hiány és a gazdaság teljesítményével összhangban lévő bérnövekedés esetén alacsonyabb kamatszint mellett is elérhető az árstabilitás.
Bár a jegybanki kamat alapvetően befolyásolja a piaci kamatokat, az is elmondható, hogy minél hosszabb futamidejű kamatról van szó, annál kevésbé érvényesül az éppen aktuális jegybanki kamat hatása, és annál inkább felerősödik az inflációval, az államháztartással, valamint a jövőben várható gazdasági helyzettel kapcsolatos várakozások szerepe a kamatszint meghatározásában. A hosszú lejáratú kamatokat tehát főként a jegybanktól független tényezők: az aktuális gazdasági helyzet és a jövőre vonatkozó gazdasági kilátások határozzák meg.

### LIBOR
Ez egy angol kifejezés, a London Interbank Offered Rate rövidítése.
Jelentése: Londoni bankközi, referencia jellegű (ehhez viszonyítják az egyes hiteleket, pl: LIBOR +30 bázispont) kínálati kamatláb.
London Inter-Bank Offer Rate. Londoni bankok egymásnak felajánlott svájcifrank-hitel kamatainak napi szintű, speciális átlagolása. Több időszakra (pl. 3 hónapos CHF LIBOR, 1 éves CHF LIBOR) adják meg és naponta változik a piaci és jegybanki kamatváltozások hatására. Sok pénzintézet használja, általában az 1 éves CHF LIBOR-t kölcsöneik árazásához. Ilyen esetekben a LIBOR kamat feletti marzsot határozzák meg. Például a CHF LIBOR +2%p (százalékpont) annyit tesz, hogy a svájci frank mindenkori (1 éves) LIBOR kamata (mondjuk 1,00%) + 2%p lesz a hitel kamata, azaz 3,00%.

### BUBOR
A BUBOR a LIBOR magyar megfelelője, az alábbi rövidítesből származik: Budapest Interbank Offered Rate.
Jelentése: Budapesti bankközi, referencia jellegű (ehhez viszonyítják az egyes hiteleket, pl: BUBOR +30 bázispont) kínálati kamatláb.

### EURIBOR
A frankfurti bankközi piacon jegyzett, az Európai Központi Bank szabályainak megfelelően megállapított kínálati kamatláb.
A magyar pénzintézetek is ezt használják viszonyítási alapnak EUR hitelek esetén.

### Uzsorakamat
Az uzsora nem pénzügyi, hanem jogi kategória. A magyar Polgári törvénykönyv megfogalmazása szerint uzsorás szerződés az, ha a szerződő fél a szerződés megkötésekor a másik fél helyzetének kihasználásával feltűnően aránytalan előnyt kötött ki. (Az ilyen szerződés semmis.)
Ebből következően uzsorakamat a hitelezésre irányuló uzsorás szerződésben rögzített kamat, ha annak mértékét a másik fél helyzetének kihasználásával, feltűnően aránytalan nagyságban állapították meg.

## Kamatszámítási módok
Háromféle kamatozási módot különböztetünk meg:
- Nominális kamat (jele: k)
- Effektív hozam (jele: r)
- Logaritmikus hozam (jele: y)

### Késedelmi kamat
A késedelmi kamat valójában nem a hagyományos értelemben vett kamat, hanem egy büntetés, késedelmes fizetés esetén róható ki. Ennek mértéke változó lehet, azonban a késedelmi kamat törvény szerinti mértéke a gazdálkodó szervezetek számára a késedelmet közvetlenül megelőző január 1-én vagy július 1-én érvényes jegybanki alapkamat nyolc százalékponttal növelt összege.
A késedelmi kamatra is irányadó az az alapvető szabály, hogy a felek a szerződésük feltételeit maguk határozzák meg. A kamatfizetési kötelezettségre, a kamatfizetés kezdő időpontjára és kamat mértékére vonatkozó, az előzőekben ismertetett szabályokat tehát elvileg csak a felek rendelkezése hiányában kell alkalmazni.

### Kamatfelár
Valamely referencia kamatlábhoz viszonyított kamatkülönbözet. Általában BUBOR vagy LIBOR + valamennyi %p (százalékpont). A bank a kockázatoktól teszi függővé, hogy mekkora kamatfelárral hajlandó hitelt nyújtani.

### Kamatkockázat
A futamidő során változó kamat megnövelheti vagy csökkentheti a hitel törlesztőrészletét (amennyiben nem a teljes futamidőre vonatkozó fix kamatozású hitelünk van).

### Kamatperiódus
Az az időszak, amelyen belül a felvett hitel kamata nem változik. A bank csak a kamatperiódus fordulónapján változtathatja meg a hitel kamatát. Hitelszerződés megkötésénél bizonyos esetekben lehetőség van a kamatperiódust kiválasztani.

### Kamattámogatás
Az állam által nyújtott támogatás, mely a hitel kamatának fizetéséhez nyújt segítséget, amennyiben a hiteligénylő bizonyos feltételeknek eleget tud tenni.

### Kamattípus
A hitel kamata lehet (kamatperióduson belül) fix százalékban megadott összeg, illetve valamely referencia kamatlábhoz vagy referencia hozamhoz viszonyított érték.

## Története
A kamat a hitelügyletek megjelenése óta része a mindennapi életnek.
Elméletben a kamat szerepével azonban csak Arisztotelész görög filozófus kezdett el foglalkozni műveiben. Arisztotelész szerint a pénz steril jószág, nem rendelkezik önálló értékkel, csak akkor van neki értéke, ha van más jószág, amire elcserélhetjük. Ennek megfelelően a kamat, ami a pénz „utóda” (tokosz), természetellenes, mert ha valami steril, nem szülhet utódot. Ebből kifolyólag a kamatszedést Arisztotelész etikátlan cselekménynek tartotta.
A középkor egyik legnagyobb gondolkodója, Aquinói Szent Tamás ugyanezzel a logikával ítélte erkölcsileg helytelennek a kamatszedést. A katolikus egyház tulajdonképpen máig kitartott Szent Tamás nézetei mellett, nem kis részben persze azért, mert sokáig az egyház számított a legnagyobb adósnak Európában. Ezzel szemben a protestáns egyházak, amelyeknek a legbefolyásosabb tagjai vagyonos kereskedők voltak, szinte megszületésük pillanatában eltörölték a kamat tilalmát.
A 17. századtól kezdve a témával foglalkozó tudósok túlnyomó része már nem fogalmazott meg erkölcsi alapú kritikát a kamatszedéssel szemben – a nyugati társadalmakban a hitelügyletekben gyakran részt vevő polgárság szerezte meg a vezető pozíciót. A flamand származású Lessius (1554-1623), bár jezsuita szerzetes volt, már öt érvet hozott fel a kamat szükségszerűsége és jogossága mellett:
- a kölcsön miatt a kölcsönadó esetlegesen felmerülő veszteségeinek ellentételezése;
- a kölcsön miatt a kölcsönadó esetlegesen elmaradó hasznának ellentételezése;
- a kockázat ellentételezése;
- a kölcsönadó vagyonának csökkenéséből eredő „fájdalom” ellentételezése;
- a kölcsön egyéb költségeinek (mai szóhasználattal: tranzakciós költségek) megfizetése.

A kamat újfajta megítélésére a koronát Bernard Mandeville francia gondolkodó tette fel 1705-ben, amikor A méhek meséje című szatirikus költeményében kifejtette, hogy a gazdaság egészét, így a kamatszedést is, értelmetlen és fölösleges erkölcsi alapon megítélni, minden olyan cselekmény, ami a rendszer jobb működését segíti elő, hasznos és jó is egyben.
1906-ban megjelent könyvében A természetes gazdasági rendben Silvio Gesell  vizsgálta a kamat destabilizáló hatását (a nyereség az idővel minden határon túl növekszik), megalkotta a „freiwirtschaft” (szabad gazdaság) elméletét, amely negatív kamatokat foglal magában.

## Negatív kamat és fenntarthatóság
Dr. Gyulai Iván úgy látja, hogy rengeteg társadalmi és környezeti kár oka a pénz kamatozása. Elmélete szerint a pénztulajdonos előnybe kerül az árutulajdonossal szemben, mivel az áru romlik és avul, ezért a pénztulajdonos mindig előnyös alkupozícióból indul. Gyulai a megoldást a Silvio Gesell által 1910-es években kidolgozott negatív kamatozású pénzben látná, amely a pénztulajdonos árutulajdonossal szembeni előnyét csökkenti, gátolja a gazdasági növekedési kényszert, az anyagi egyenlőtlenségek növekedését, ugyanakkor biztonságosabb hitelezést tesz lehetővé.